# Musculus compressor mammae
Als Musculus compressor mammae werden in der Säugetieranatomie Muskelbildungen bezeichnet, die mit der Milchdrüse (Mamma) in Beziehung stehen. So treten bei Beuteltieren Muskelzüge auf, die durch den Leistenspalt ziehend die Milchdrüse überziehen und deren Entleerung fördern. Solche Muskelzüge kommen auch bei Stute, Sau und Hündin vor. Nach anderer Auffassung werden auch Muskelabspaltungen des Musculus cutaneus trunci, welche die Zitzen umgeben als Musculus compressor mammae bezeichnet.